# Waterpolo en los Juegos Olímpicos
El waterpolo en los Juegos Olímpicos se disputa desde París 1900 en la rama masculina y desde Sídney 2000 en la rama femenina.
En Melbourne 1956 se produjo el incidente del baño sangriento, en el que el soviético Valentin Prokopov le dio un golpe al húngaro Ervin Zador que le provocó un sangrado y el partido fue suspendido.
La cantidad de equipos participantes tuvo altibajos en la primera mitad del siglo XX, con seis equipos en 1912, catorce en 1928, cinco en 1932, 21 en 1952, tres en 1964, y 16 en 1968 y 1972. A partir de 1976, participan doce equipos masculinos. En la rama femenina compitieron seis equipos en 2000 y ocho a partir de 2004.
En la rama masculina, Hungría obtuvo nueve medallas de oro, tres de plata y tres de bronce. Gran Bretaña obtuvo las primeras cuatro ediciones pero no volvió a conseguir medallas. Yugoslavia / Serbia consiguió cuatro medallas de oro, cinco de plata y tres de bronce. Italia obtuvo tres oros, dos platas y tres bronces. La Unión Soviética / Equipo Unificado / Rusia consiguió dos oros, tres platas y cinco bronces.
En la rama femenina, Estados Unidos logró tres oros, e Italia, Australia, Países Bajos y España una medalla dorada cada uno.

## Torneo masculino
| Juegos              |                       | Resultado |                     |                                                                     |
| ------------------- | --------------------- | --------- | ------------------- | ------------------------------------------------------------------- |
| París 1900          | Reino Unido (Osborne) | 7 - 2     | Bélgica (Bruselas)  | Francia (Libellule de Paris) Francia (Pupilles de Neptune de Lille) |
| Londres 1908        | Reino Unido           | 9 - 2     | Bélgica             | Suecia                                                              |
| Estocolmo 1912      | Reino Unido           | 8 - 0     | Suecia              | Bélgica                                                             |
| Amberes 1920        | Reino Unido           | 3 - 2     | Bélgica             | Suecia                                                              |
| París 1924          | Francia               | 3 - 0     | Bélgica             | Estados Unidos                                                      |
| Ámsterdam 1928      | Alemania              | 5 - 2     | Hungría             | Francia                                                             |
| Los Ángeles 1932    | Hungría               | Liguilla  | Alemania            | Estados Unidos                                                      |
| Berlín 1936         | Hungría               | Liguilla  | Alemania            | Bélgica                                                             |
| Londres 1948        | Italia                | Liguilla  | Hungría             | Países Bajos                                                        |
| Helsinki 1952       | Hungría               | Liguilla  | Yugoslavia          | Italia                                                              |
| Melbourne 1956      | Hungría               | Liguilla  | Yugoslavia          | Unión Soviética                                                     |
| Roma 1960           | Italia                | Liguilla  | Unión Soviética     | Hungría                                                             |
| Tokio 1964          | Hungría               | Liguilla  | Yugoslavia          | Unión Soviética                                                     |
| México 1968         | Yugoslavia            | 13 - 11   | Unión Soviética     | Hungría                                                             |
| Múnich 1972         | Unión Soviética       | Liguilla  | Hungría             | Estados Unidos                                                      |
| Montreal 1976       | Hungría               | Liguilla  | Italia              | Países Bajos                                                        |
| Moscú 1980          | Unión Soviética       | Liguilla  | Yugoslavia          | Hungría                                                             |
| Los Ángeles 1984    | Yugoslavia            | Liguilla  | Estados Unidos      | Alemania Occidental                                                 |
| Seúl 1988           | Yugoslavia            | 9 - 7     | Estados Unidos      | Unión Soviética                                                     |
| Barcelona 1992      | Italia                | 9 - 8     | España              | Equipo Unificado                                                    |
| Atlanta 1996        | España                | 7 - 5     | Croacia             | Italia                                                              |
| Sídney 2000         | Hungría               | 13 - 6    | Rusia               | Yugoslavia                                                          |
| Atenas 2004         | Hungría               | 8 - 7     | Serbia y Montenegro | Rusia                                                               |
| Pekín 2008          | Hungría               | 14 - 10   | Estados Unidos      | Serbia                                                              |
| Londres 2012        | Croacia               | 8 - 6     | Italia              | Serbia                                                              |
| Río de Janeiro 2016 | Serbia                | 11 - 7    | Croacia             | Italia                                                              |
| Tokio 2020          | Serbia                | 13 - 10   | Grecia              | Hungría                                                             |
| París 2024          | Serbia                | 13 - 11   | Croacia             | Estados Unidos                                                      |

### Medallero masculino
| Núm. | País           | Oro | Plata | Bronce | Total |
| ---- | -------------- | --- | ----- | ------ | ----- |
| 1    | Hungría        | 9   | 3     | 4      | 16    |
| 2    | Serbia         | 6   | 5     | 3      | 14    |
| 3    | Reino Unido    | 4   | -     | -      | 4     |
| 4    | Italia         | 3   | 2     | 3      | 8     |
| 5    | Rusia          | 2   | 3     | 5      | 10    |
| 6    | Alemania       | 1   | 2     | 1      | 4     |
| 7    | Croacia        | 1   | 3     | -      | 4     |
| 8    | España         | 1   | 1     | -      | 2     |
| 9    | Francia        | 1   | -     | 3      | 4     |
| 10   | Bélgica        | -   | 4     | 2      | 6     |
| 11   | Estados Unidos | -   | 3     | 4      | 7     |
| 12   | Suecia         | -   | 1     | 2      | 3     |
| 13   | Grecia         | -   | 1     | -      | 1     |
| 14   | Países Bajos   | -   | -     | 2      | 2     |
|      | Total          | 28  | 28    | 29     | 85    |

1. ↑  Serbia incluye las medallas de la antigua Yugoslavia y Serbia & Montenegro.
2. ↑  Rusia incluye las medallas de la Unión Soviética y el Equipo Unificado en 1992.

## Torneo femenino
| Juegos              |                | Resultado |                |                |
| ------------------- | -------------- | --------- | -------------- | -------------- |
| Sídney 2000         | Australia      | 4 - 3     | Estados Unidos | Rusia          |
| Atenas 2004         | Italia         | 10 - 9    | Grecia         | Estados Unidos |
| Pekín 2008          | Países Bajos   | 9 - 8     | Estados Unidos | Australia      |
| Londres 2012        | Estados Unidos | 8 - 5     | España         | Australia      |
| Río de Janeiro 2016 | Estados Unidos | 12 - 5    | Italia         | Rusia          |
| Tokio 2020          | Estados Unidos | 14 - 5    | España         | Hungría        |
| París 2024          | España         | 11 - 9    | Australia      | Países Bajos   |

### Medallero femenino
| Núm. | País           | Oro | Plata | Bronce | Total |
| ---- | -------------- | --- | ----- | ------ | ----- |
| 1    | Estados Unidos | 3   | 2     | 1      | 6     |
| 2    | España         | 1   | 2     | -      | 3     |
| 3    | Italia         | 1   | 1     | -      | 2     |
| 4    | Australia      | 1   | 1     | 2      | 4     |
| 5    | Países Bajos   | 1   | -     | 1      | 2     |
| 6    | Grecia         | -   | 1     | -      | 1     |
| 7    | Rusia          | -   | -     | 2      | 2     |
| 8    | Hungría        | -   | -     | 1      | 1     |
|      | Total          | 7   | 7     | 7      | 21    |